# Lockheed Modell 12

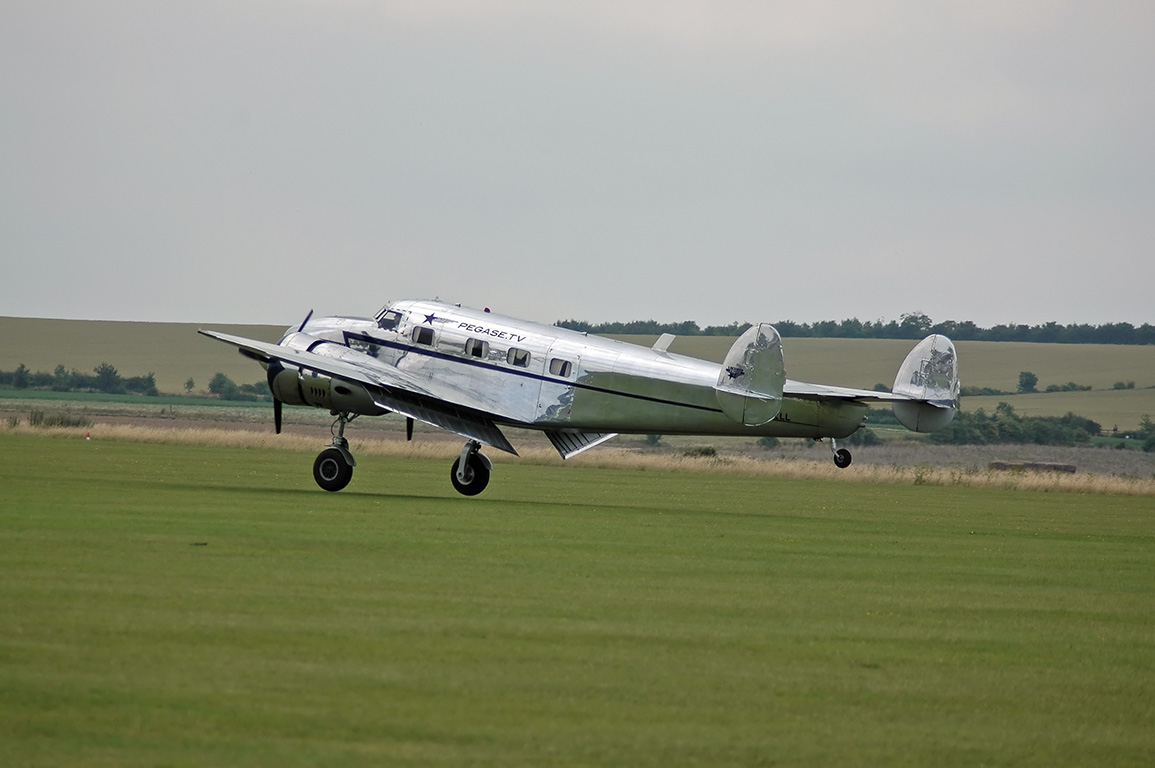
Lockheed 12A Electra Junior

Die Lockheed Modell 12 Electra Junior ist ein in den 1930er Jahren entwickeltes Mehrzweck-Motorflugzeug des US-amerikanischen Herstellers Lockheed. Der zweimotorige Tiefdecker war mit einem Doppelleitwerk und einem Heckradfahrwerk ausgerüstet. Es konnten maximal sechs Passagiere transportiert werden. Die Besatzung bestand aus zwei Piloten. Die Electra Junior ist eine verkleinerte Ausführung der Lockheed Modell 10 Electra mit verkürztem Rumpf. Der Erstflug erfolgte am 27. Juni 1936.
Die NACA verwendete zeitweise eine Maschine für Untersuchungen zur Tragflügelenteisung. Insgesamt wurden 130 Maschinen dieses Typs hergestellt.
Die militärische Ausführung des USAAC und der USAAF, als C-40 bzw. UC-40 bezeichnet, diente als Transporter, Verbindungsflugzeug und zu Schulungszwecken. Eine der sieben an die US Navy gelieferten Maschinen, mit der Bezeichnung JO, war das erste zweimotorige Flugzeug überhaupt, das auf einem Flugzeugträger (1939 auf der Lexington) landete. Hierzu wurde diese Maschine (Bu.No. 1267) mit einem Bugradfahrwerk ausgestattet.
Der größte Einzelbetreiber war die Regierung von Niederländisch Ostindien, die vier Maschinen von der Koninklijke Nederlandsch-Indische Luchtvaart Maatschappij (KNILM) übernahm und selbst weitere 32 bestellte. Die ursprüngliche Bestellung für ein Bomberbesatzungsschulflugzeug gab die Regierung in Batavia im Auftrag der Flieger-Abteilung der Niederländisch-Indischen Armee auf. Von Lockheed als Model 212 bezeichnet, hatte diese Variante einen MG-Abwehrstand mit dem Kaliber 0.303 auf dem Rumpfrücken und ein fest eingebautes, nach vorn feuerndes MG mit dem gleichen Kaliber im Rumpfbug. Zusätzlich konnten unter dem Rumpf bis zu acht 45-kg-Bomben mitgeführt werden. Insgesamt wurden 32 Maschinen dieser Ausführung an die niederländische Luftwaffe in Ostindien geliefert.

## Technische Daten (Modell 12A)
| Kenngröße             | Daten                                      |
| --------------------- | ------------------------------------------ |
| Besatzung             | 2 Piloten                                  |
| Passagiere            | max. 6                                     |
| Länge                 | 11,07 m                                    |
| Spannweite            | 15,09 m                                    |
| Höhe                  | 2,97 m                                     |
| Flügelfläche          | 32,7 m²                                    |
| Flügelstreckung       | 7,0                                        |
| Leermasse             | 2615 kg                                    |
| Startmasse            | 3924 kg                                    |
| Höchstgeschwindigkeit | 362 km/h                                   |
| Reichweite            | 1287 km                                    |
| Dienstgipfelhöhe      | 6980 m                                     |
| Steigrate             | 427 m/min                                  |
| Triebwerk             | 2 × Pratt & Whitney R-985-48 mit je 336 kW |